# 武智幸徳
武智 幸徳（たけち ゆきのり、1961年1月1日 - ）は、日本の新聞記者。日本経済新聞運動部記者。兵庫県出身。早稲田大学卒。

## 人物
1984年に早稲田大学第一文学部卒業後、日本経済新聞社に入社し東京本社編集局運動部に所属。サッカーを中心に、ボクシング、大相撲、プロ野球などの記事を担当している。FIFAワールドカップ、オリンピック、アジア競技大会などを取材や、週刊サッカーマガジン、週刊サッカーダイジェストなどサッカー専門誌への寄稿などを行っている。

## ラジオ出演
- 武智幸徳のピッチの空耳（ラジオNIKKEI第1、2022年2月21日 - ）[1]

## 著書
- 『サッカーという至福』（日本経済新聞社、1999年）